# Olaria Atlético Clube

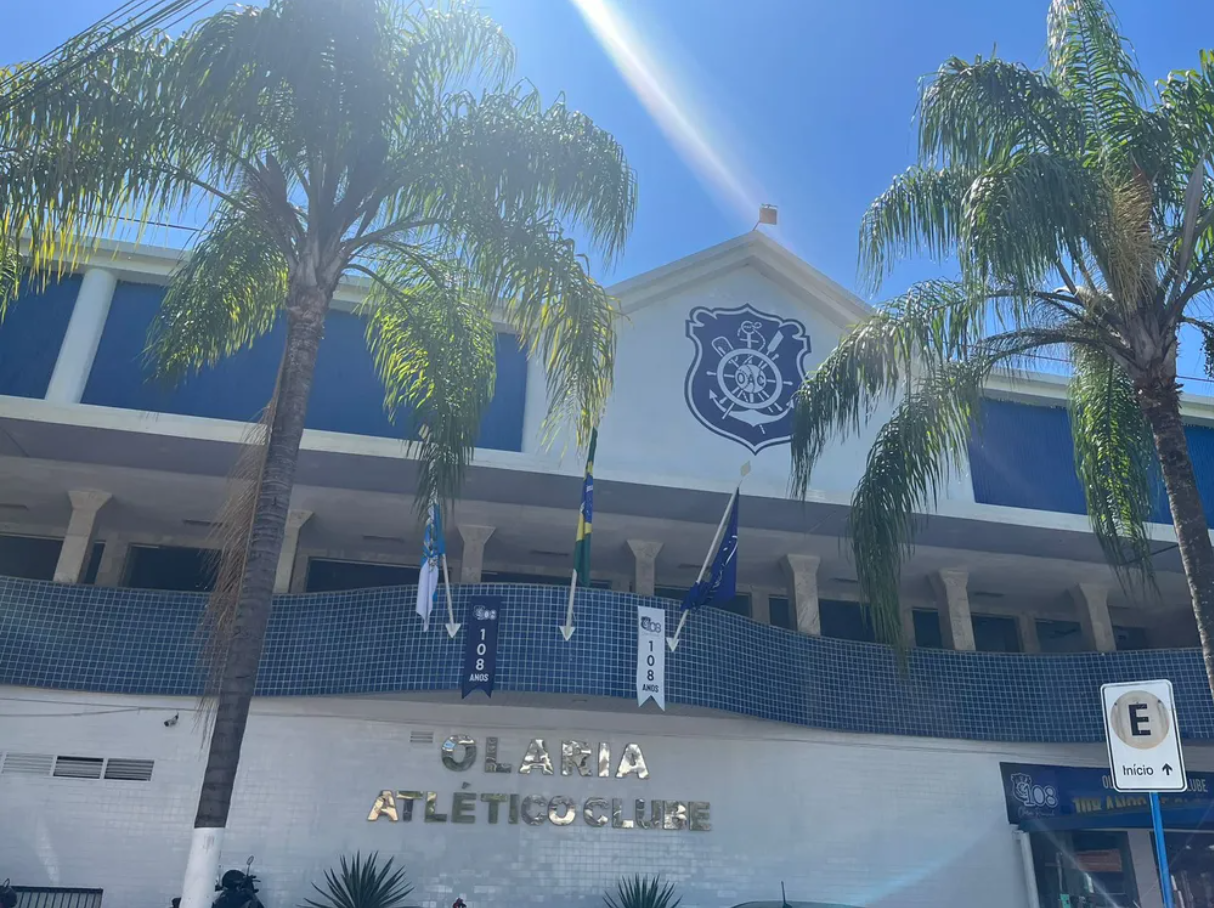
Entrada da Sede Social do Olaria Atlético Clube, Rua Bariri - 251.

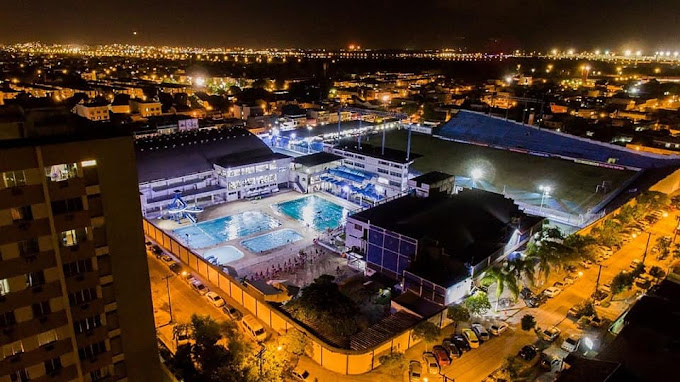
A sede do Clube ocupa uma área de 72mil m2 com diversos espaços, como o parque aquático com quatro piscinas, o ginásio poliesportivo, dois campos society, salão nobre para eventos e festas, áreas de churrasqueira e o estádio de futebol. Além disso, o Olaria oferece diversas atividades de esporte, lazer, sociais e culturais.

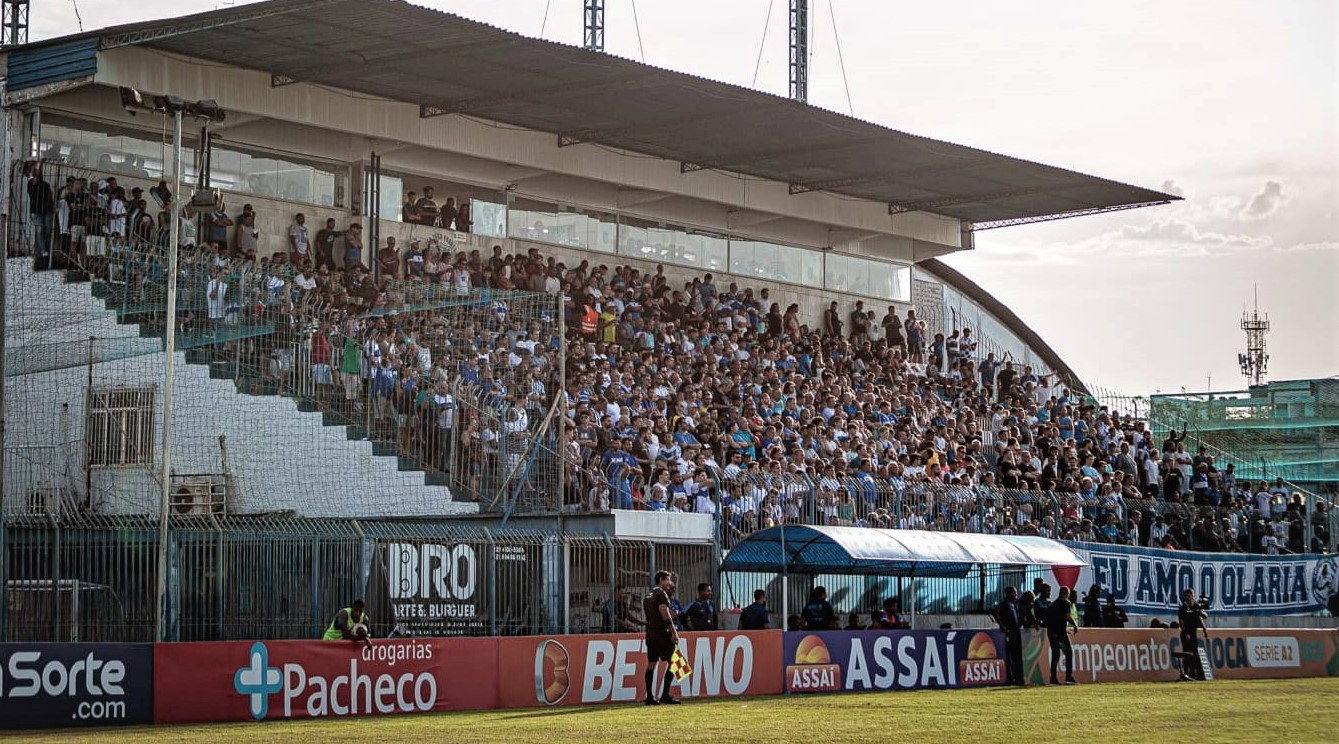

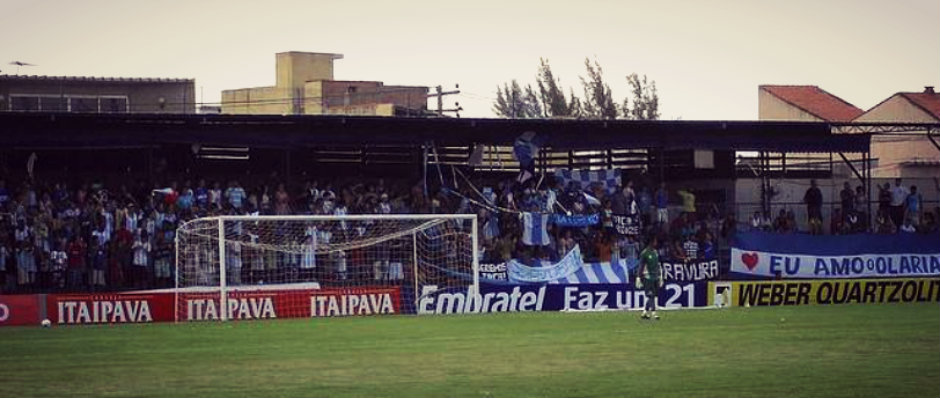

Álvaro da Costa Mello era um comerciante e empresário português, conhecido por ter sido um dos maiores responsáveis por levar o clube ao sucesso nas décadas de 60 e 70. Foi patrono e presidente, leva o nome do ginásio poliesportivo e tem um busto em bronze na entrada do salão nobre social, foi o principal responsável pela obra do novo estádio da Bariri.

Torcida do Olaria no Estádio do Maracanã, o time da Rua Bariri ficou em terceiro colocado no Carioca de 1971.

Olaria Atlético Clube, também conhecido pela forma reduzida Olaria, é uma tradicional agremiação poliesportiva e clube de futebol profissional da cidade do Rio de Janeiro, localizada no bairro de Olaria, Zona da Leopoldina, região histórica e mais antiga da Zona Norte, tendo sido fundada em 1 de julho de 1915, basicamente por imigrantes portugueses, chegando ao centenário em 2015.
Seu estádio é o Antônio Mourão Vieira Filho, conhecido como "Rua Bariri", e atualmente disputa a segunda divisão do Campeonato Estadual do Rio de Janeiro. Possui um ginásio, de nome Álvaro da Costa Mello, com capacidade para mais de duas mil pessoas.
Disputou a primeira divisão do Campeonato Brasileiro em 1973 e 1974 e sua maior conquista é a Taça de Bronze de 1981, um dos três módulos de disputa da antiga fórmula do Campeonato Brasileiro. Foi ainda vice-campeão carioca de 1933, em um dos campeonatos geridos pela então Associação Metropolitana de Esportes Athleticos (AMEA), certame filiado a CBD (liga amadora), e ainda terceiro colocado no Campeonato Carioca de 1971, com todos os grandes clubes disputando essa competição.
Foi o clube que revelou Romário e também é conhecido também por ser o último clube de Garrincha, grandes craques de seus tempos.
Foi o primeiro clube brasileiro a dar volta ao mundo com uma excursão de três meses e 30 jogos em 1954.
O escudo do Olaria reúne as suas atividades esportivas nos primeiros anos de fundação: futebol, tênis e escotismo do mar, essa última, atividade praticada na extinta praia de Maria Angu, margeada pela Baía de Guanabara aterrada durante as obras da Avenida Brasil.
Alguns torcedores ilustres do Olaria são:
● Joel Santana, ex treinador e nascido no bairro.
● Elton Medeiros, compositor, cantor, produtor musical e radialista brasileiro.
● Carlos Lessa, economista, ex presidente do BNDES e ex reitor da UFRJ.
● Nora Ney, cantora, compositora e instrumentista brasileira, nascida no bairro.

## História
O Olaria Atlético Clube (OAC) foi fundado no dia 1 de julho de 1915 e sua origem reside no futebol. Na Rua Filomena Nunes existia um grupo de rapazes que praticava o futebol naquele bairro leopoldinense, o que já era uma ousadia, visto que no início do século XX a prática do futebol era quase que exclusivamente das elites. Seus fundadores queriam que fosse criado um clube que ostentasse o nome do bairro e assim, em uma quinta-feira, dia 1 de julho de 1915, reunidos na casa do capitão Alfredo de Oliveira, na Rua Filomena Nunes 202 (atual 796) foi fundado o Olaria Futebol Clube.
Seus fundadores foram Alfredo de Oliveira, Carolino Martins Arantes, Sylzed José de Sant’Anna, Elmano Jofre, Hermogênio Floriano de Vasconcellos, Manoel Gonçalves Boaventura, Isaac de Oliveira, Jaci de Oliveira e outros. Suas primeiras cores foram o preto e o branco e o primeiro escudo era constituído de um losango preto com as iniciais “OFC”.
Em 1920, o Olaria passou a chamar-se Olaria Atlético Clube, as cores mudaram para o azul e branco e foi concebido o atual escudo, cujo primeiro desenho é atribuído a um associado cujo apelido era “Gasolina”. Inicialmente o Olaria filiou-se à extinta Liga Suburbana e seu primeiro campo ficava na Rua Leopoldina Rêgo.
Já em 1931, o Clube conquistou um de seus mais importantes títulos, ao sagrar-se, de forma invicta, campeão da Segunda Divisão da Associação Metropolitana de Esportes Athleticos (AMEA), passando pela primeira vez em sua história a poder participar da primeira divisão do campeonato estadual.
Em 1933 o Olaria ficou com o vice campeonato do Campeonato Carioca de Futebol organizado pela Associação Metropolitana de Esportes Athleticos (AMEA), foi vencido pelo Botafogo.
Em 1937, o Olaria sofreria um de seus maiores golpes da história pois, com a reunificação do futebol do Rio de Janeiro, o Olaria foi afastado da nova Federação, tendo inclusive sua existência ameaçada, mas em 1947 o Olaria retornaria triunfalmente à Primeira Divisão, com a construção de seu estádio na Rua Bariri. Naquele ano, no dia 6 de abril, era inaugurado o Estádio Mourão Filho, em jogo amistoso no qual o Fluminense venceu o Vasco por 5 a 4, com Friaça, do Vasco, marcando o primeiro gol do estádio.

Em 1960, Olaria venceu Vasco e Flu e foi campeão do Torneio Início, o primeiro campeão da Guanabara, essa honra pertence ao time azul e branco.

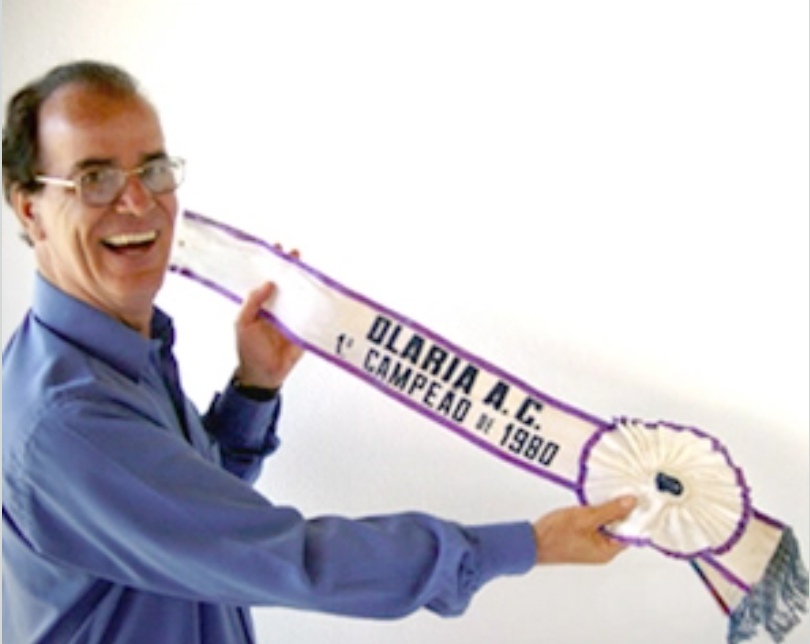
Antônio Lopes

Em 1950, com a inauguração do Maracanã, o Olaria deixava o “alçapão” (alcunha mais famosa de seu estádio) para jogar no gigante do Maracanã e fez bonito: no primeiro campeonato do Maracanã chegou à frente de Flamengo e Fluminense. Em 1954, foi o primeiro clube carioca a dar uma volta ao mundo. Em 1960, seu primeiro título da primeira divisão chegaria, ao sagrar-se campeão do Torneio Início, derrotando o Vasco na final. Foi este também o primeiro título conquistado no recém-criado Estado da Guanabara.
No ano de 1962, com um timaço que contava com Murilo, Hartoldo, Navarro, Casemiro, Nélson, Walter, Cané, Rodarte, Romeu, o Olaria realizou uma excelente campanha no estadual, credenciando-se para a disputa do Rio-São Paulo no ano seguinte.
O ano de 1963 foi o que marcou a construção do Parque Aquático do Clube e, na gestão do então presidente José de Albuquerque é construído o Parque Aquático olariense tornou-se, até hoje, uma das referências de lazer na zona Leopoldinense.
A década de 1970 será riquíssima para o futebol do Olaria. Em 1971, o Clube chega na terceira colocação do estadual, atrás apenas de Fluminense e Botafogo. Isto sem ter feito um só jogo na Bariri, pois o campo estava em obras. Com um timaço que tinha Aroldo, Miguel, Altivo, Alfinete, Afonsinho, Marco Antônio, Luís Carlos, o Olaria, então de camisa listrada, deu um show de futebol durante todo o campeonato. O ano de 1972 marca a presença de Garrincha no Olaria, onde o “anjo das pernas tortas” encerraria sua carreira e marcaria seu último gol. Os anos de 1973 e 1974 marcam a participação do Olaria na divisão principal do Campeonato Brasileiro, quando conseguiu, inclusive, a façanha de derrotar o Santos por 2 a 1 em plena Vila Belmiro. No final da década de 70, mais exatamente em 1979, um menino franzino iniciava sua carreira como federado pelo Olaria: Romário de Souza Faria, que marcou os primeiros 7 gols de seus mais de mil pelo clube da Rua Bariri.
O ano de 1981 inscreveria o Olaria na galeria dos campeões brasileiros. O Olaria sagrava-se campeão brasileiro da Taça de Bronze, ao vencer o Santo Amaro na final. Comandados pelo técnico Duque, o Olaria tinha craques como Salvador, Lulinha, Mauro, Zeíca, Chiquinho, Paulo Ramos, Ricardo, Orlando.
Rebaixado na Primeira divisão do Campeonato Carioca em 2005, o Olaria disputou em 2006 a Segunda Divisão do mesmo, no qual não teve uma campanha muito relevante. O time conquistou ainda em 2006 uma das quatro vagas que foram abertas para a Primeira divisão do Campeonato Carioca de 2007, através de uma seletiva que foi realizada com a presença de dezesseis clubes, tendo o Olaria chegado em terceiro lugar. Contudo a justiça anulou esse certame e o clube teve de jogar a segunda divisão no ano seguinte.
Em 2007, a segunda divisão carioca levou no total cinco times para a primeira divisão, mas o Olaria não esteve entre os contemplados. No mesmo ano, o Olaria AC com um trabalho de estruturação das suas divisões de base, participou da Copa Roberto Dinamite e consvice-campeão de Infanto-juvenis. O torneio, de nível estadual é elaborado por empresas e associações esportivas com o apoio do ex-jogador do Vasco e Seleção Brasileira, Roberto Dinamite. Este torneio contou com a participação dos principais clubes de futebol do estado do Rio de Janeiro. Da equipe Infanto-juvenil que disputou o torneio, alguns atletas foram observados, com destaque para o meio-campo Wander Júnior (que em 2008 foi convidado para um período de testes no Manchester United, da Inglaterra), o lateral-esquerdo Ivan Santos (que transferiu-se para o Fluminense Football Club ao término do torneio) e o lateral-direito Yago Augusto, que seguiu como atleta do clube.
Em 2008, a quantidade de vagas para o acesso à primeira divisão estadual reduziu para dois times. O Olaria, que teve como um dos destaques do torneio naquele ano o jovem atacante Assumpção, chegou ao quadrangular final e ficou em quarto lugar atrás de Bangu Atlético Clube, Esporte Clube Tigres do Brasil e Aperibeense Futebol Clube. Em 2009, consegue o acesso para primeira divisão do campeonato carioca, após cinco anos, perdendo o título da competição para o América. Em 2010, ficou na oitava colocação na primeira divisão do campeonato carioca. Em 2011, o Olaria fez grande campanha na Taça Rio e conseguiu se classificar para as semifinais do campeonato, mas acabou sendo eliminado pelo Vasco. Em 2012, ficou na décima quarta colocação na primeira divisão do campeonato carioca mas conseguindo permanecer na divisão de elite. Em 2013, o Olaria acabou sendo rebaixado para a Segunda Divisão.
Em 2014, o Olaria foi vice-campeão da Taça Santos Dumont (1º Turno da Segunda Divisão do Campeonato Carioca), perdendo a final para o Barra Mansa F.C. O Azulão da Bariri também contratou o ex-ídolo do Botafogo, Donizete 'Pantera', para o cargo de gerente de futebol. No segundo turno, a Taça Corcovado, o Olaria somou apenas 6 pontos no grupo A (1V - 3E - 3D), ficando na penúltima colocação da chave. Após o término da Série B, o técnico Cleimar Rocha deixou o clube que permaneceu na segunda divisão. No sub-20, o Olaria conquistou o Campeonato Estadual da Série B na categoria.
Em 2015, o Olaria novamente não conseguiu acesso à primeira divisão, mas chegou ao centenário como um dos maiores clubes poliesportivos do estado do Rio de Janeiro, com um patrimônio importante e vida social ativa, além de manter a tradição do futebol como atividade que o tornou conhecido no Rio de Janeiro e no Brasil, ao longo dos 100 anos de sua existência. Desde então, o clube permanece na segunda divisão.
Em 2017, foi fundado o Grêmio Recreativo Escola de Samba Independentes de Olaria, uma escola de samba do Rio de Janeiro, Brasil. Sua quadra se localiza na Rua Alfredo Barcelos, n.º 711, próximo à estação de Olaria. 
Em 2024, o clube chegou a sua terceira final consecutiva do Campeonato Carioca Série A2, perdendo as três decisões para o Volta Redonda, Sampaio Correa e Maricá, respectivamente, falhando na busca do título e do acesso.
Em 2025, o clube conseguiu uma classificação inédita na Copa do Brasil, ao eliminar o ABC por 1x0 pela primeira fase da competição.
Mas na fase seguinte, o clube enfrentou o Brusque e foi eliminado de 2x1.

### Basquete
No basquete masculino em 1968, o Olaria A.C. foi o ganhador do Campeonato Estadual de Basquete infantil numa memorável campanha sob o comando do técnico Heleno Fonseca Lima. O clube voltaria a vencer a competição desta categoria somente dez anos depois, em 1978. O Clube também tem duas importantes conquistas da categoria juvenil, sendo campeão estadual em 1972 e em 1997, esta última num título divido junto ao Flamengo e Tijuca. O Clube possui também os títulos do Torneio de Aspirantes nos anos 1972 e 1973, competição de preparação ao Campeonato Estadual Aspirantes. Na categoria adulto, o clube consegui um vice-campeonato na Taça Ivan Raposo em 1971 e dois vice-campeonatos na tradicional Taça Kanela em 1984 e 1996, todas três sendo competições de preparação ao Campeonato Estadual adulto.[carece de fontes?]
No basquete feminino o clube conseguiu suas maiores conquistas na modalidade, dois títulos do Campeonato Estadual adulto em 1976 e 1978, um tricampeonato não veio porque em 1977 a competição não foi realizada. O Clube tem também um título do Campeonato Estadual juvenil em 1972 e do Torneio juvenil no mesmo ano 1972, além do título do Torneio infanto-juvenil de 1971. Atualmente nenhum Clube grande do futebol carioca investe na modalidade Basquete feminino, os clubes ficam restritos apenas a participar de competições masculinas, o que não ocorre no Vôlei onde investem em ambos, feminino e masculino.[carece de fontes?]
Infelizmente, o basquete federado foi deixado de lado por esse tradicional clube da modalidade que, assim como o não menos tradicional Sport Club Mackenzie, faz muita falta nas competições da Federação de Basquetebol do Estado do Rio de Janeiro. Apesar disto, seu ginásio foi recentemente reformado, com melhorias nos pisos, pintura e na cobertura e são mantidas escolinhas fazendo manter vivo o saudoso espírito olariense do basquete.[carece de fontes?]

### Futsal
No ano de 2015, o clube retornou a disputar o campeonato estadual de futsal adulto no masculino. O futsal federado do Olaria voltou a participar da principal competição da Federação de Futebol de Salão do Estado do Rio de Janeiro (FFSERJ) onde já tinha sido campeão da competição no campeonato metropolitano adulto masculino do ano 2002, atual campeonato carioca. A entidade realiza duas competições anuais no adulto e nas bases, num semestre o campeonato carioca e no outro semestre o campeonato estadual.[carece de fontes?]
O clube também já conquistou o campeonato estadual juvenil masculino de 1956 e o campeonato carioca infanto-juvenil masculino de 2004. Em 2017, o ex-craque da Seleção Brasileira de Futsal Schumacher assumiu a coordenação do futsal do Olaria. Em 2018 o Olaria se sagrou campeão estadual adulto do Estado do Rio de Janeiro, jogando em seu ginásio.[carece de fontes?]
Em 2019, o clube sagrou-se bicampeão estadual pela FFSERJ no segundo semestre. O título carioca (1º semestre) acabou ficando para a A.A. Portuguesa, em decisão do TJD/Futsal. O Adulto ainda conseguiu o título da Liga Riofutsal, tendo o elenco Sub-20 representado a equipe em boa parte do campeonato.[carece de fontes?]
Por falar em sub-20, a categoria foi a campeã carioca da FFSERJ e estadual da Riofutsal. Por conta do título carioca Sub-20, o Olaria será a representante do Rio de Janeiro na Taça Brasil de Clubes, principal torneio nacional da Confederação Brasileira de Futsal (CBFS), disputada em Aracati, Ceará.[carece de fontes?]

## Leilão
Em 2008, a Prefeitura do Rio de Janeiro tentou levar o estádio a leilão cobrando dívidas de IPTU e de coleta de lixo.
Em 2013, o Tribunal Regional do Trabalho (TRT/RJ) organizou a venda do Estádio Antônio Mourão Vieira Filho a fim de executar dívidas trabalhistas, no entanto não houve interessados.
Em 2015 e 2016, o estádio passou por novo leilão a pedido da Justiça Federal do Rio de Janeiro por conta de dívidas fiscais.
Em 2023, foi novamente ordenado pela Justiça do Rio de Janeiro a venda do Estádio Antônio Mourão Vieira Filho a fim de executar dívidas trabalhistas. O estádio foi penhorado ao menos 18 vezes ao longo de sua existência por dívidas com o município do Rio, com o INSS e com a Fazenda Nacional. Um oficial de Justiça avaliou o imóvel do estádio em R$ 72 milhões.
Desde 2013, o estádio é tombado pela Prefeitura do Rio de Janeiro e protegido por decretos municipais e leis estaduais que proíbem edificações em vários campos de futebol espalhados pela cidade do Rio.

## Títulos no futebol
| NACIONAIS          | NACIONAIS                       | NACIONAIS | NACIONAIS               |
|                    | Competição                      | Títulos   | Temporadas              |
| ------------------ | ------------------------------- | --------- | ----------------------- |
|                    | Campeonato Brasileiro - Série C | 1         | 1981                    |
| ESTADUAIS          |                                 |           |                         |
|                    | Competição                      | Títulos   | Temporadas              |
|                    | Campeonato Carioca - Série A2   | 4         | 1931, 1938, 1980 e 1983 |
|                    | Campeonato Carioca - Série B1   | 1         | 2021                    |
|                    | Torneio Início                  | 1         | 1960                    |
| TURNOS DO ESTADUAL |                                 |           |                         |
|                    | Competição                      | Títulos   | Temporadas              |
|                    | Taça Corcovado                  | 1         | 2022                    |

### Campanhas de destaque
- Vice-campeão da Taça Santos Dumont: 2014
- Vice-campeão Carioca Série A: 1933
- Terceiro lugar Carioca Série A : 1971
- Vice-campeão do Campeonato Carioca Série B: 2009, 2022, 2023 e 2024

### Categorias de base
- Campeonato Carioca de Infantil: 1979
- Campeonato Carioca de Infantil: 1981
- Campeonato Carioca de Juniores: 1933 e 2001
- Taça Alvaro Bragança de Juniores: 1997
- Torneio Otávio Pinto Guimarães de Juniores: 2001 e 2005
- Copa Roberto Dinamite de Juvenis (vice): 2007
- Campeonato Carioca Série B sub-20: 2014
- Taça Santos Dumont Série B sub-20: 2015
- Taça Santos Dumont Série B1 sub-20: 2017
- Taça Corcovado Série B1 sub-20: 2017
- Campeonato Carioca Série B1 sub-20: 2017

## Estatísticas

### Temporadas
|  | Participações em 2025 |

| Competição     | Competição            | Temporadas | Melhor campanha     | Estreia | Última | P | R |
| -------------- | --------------------- | ---------- | ------------------- | ------- | ------ | - | - |
| Rio de Janeiro | Campeonato Carioca    | 63         | Vice-campeão (1933) | 1924    | 2013   |   | 7 |
| Rio de Janeiro | Série A2              | 26         | Campeão (4 vezes)   | 1925    | 2025   | 6 | – |
| Rio de Janeiro | Copa Rio              | 19         | Vice-campeão (2023) | 1991    | 2025   |   |   |
| Brasil         | Campeonato Brasileiro | 2          | 29º colocado (1974) | 1973    | 1974   |   | – |
| Brasil         | Série C               | 5          | Campeão (1981)      | 1981    | 2003   | – | – |
| Brasil         | Copa do Brasil        | 2          | 2ª fase (2025)      | 2024    | 2025   |   |   |

## Ranking da CBF
- Posição: 140.º
- Pontuação: 40 pontos

Ranking criado pela Confederação Brasileira de Futebol que pontua todos os times do Brasil.[carece de fontes?]

## Torcidas organizadas
- Torcida Jovem do Olaria (TJO)

## Galeria de presidentes
| Ano       | Nome                                   | Ano                   | Nome                                      |
| --------- | -------------------------------------- | --------------------- | ----------------------------------------- |
| 1915      | Hermogênio Floriano de Vasconcellos    | 1954                  | Rachid Bunahum                            |
| 1916      | Agostinho Rodrigues dos Santos         | 1955                  | Álvaro da Costa Mello                     |
| 1917      | Mário de Barros                        | 1956–1957             | Alberto da Costa Trigo                    |
| 1918      | José da Silva Barros                   | 1958                  | Alberto da Costa Trigo e Osvaldo Raimundo |
| 1919      | José da Silva Barros e Alfredo Peçanha | 1959                  | Alberto da Costa Trigo                    |
| 1920–1921 | Silvio e Silva                         | 1960–1967             | José de Albuquerque                       |
| 1922      | Otelo de Souza                         | 1968–1969             | Norberto de Alcântara                     |
| 1923      | Francisco Lage                         | 1970–1971             | Álvaro da Costa Mello                     |
| 1924–1925 | Horácio Werne                          | 1972–1973             | José Maria de Carvalho Júnior             |
| 1926–1927 | Francisco Lage                         | 1974                  | Edilbert Pellegrini Nahn                  |
| 1928–1932 | Gelmerez de Melo                       | 1975–1977             | Jomery Raymundo Calomeni                  |
| 1933      | Jayme Morais                           | 1978–1982             | Edmundo dos Santos Cigarro                |
| 1934      | João Wanderley                         | 1983–1985             | Jorge Raed                                |
| 1935–1936 | José do Rego Matos                     | 1986–1988             | Octavio Pumar                             |
| 1937      | Alfredo Hilário Bessa                  | 1989–1991 e 1992–1994 | Abrahão Gomes do Nascimento               |
| 1938      | Eugenio Carneiro Monteiro              | 1995–2006             | Augusto Pinto Monteiro (Pintinho)         |
| 1939–1941 | João Fernandes Ferreira                | 2007–2012             | Heitor Belini Pereira Quintella           |
| 1942–1944 | Sylzed José de Sant’Anna               | 2013–2021             | Augusto Pinto Monteiro (Pintinho)         |
| 1945–1949 | Álvaro da Costa Mello                  | 2021–2024             | Lenivaldo Gomes da Silva                  |
| 1950      | Leibinitz Miranda                      | 2025 -                | André Luiz Freire (Batata)                |
| 1951–1952 | Otton Silva e Souza                    |                       |                                           |
| 1953      | Mani Crockatt de Sá                    |                       |                                           |

## Jogadores estrangeiros
- César Mena (2011 - Colômbia)
- Gonzalo Gil (2011 - Argentina)
- Nicólas Villafãne (2011 - Argentina)
- André Ladaga (2001-03 - Azerbaijão)
- Kowsky Sainvil (2004-05 - Haiti)
- César Lagoria (2003 - Argentina)
- Gastón Pisani (2006 - Argentina)
- Cristhian Ovelar (2012 - Paraguai)
- Santiago Fernandez (2012 - Argentina)
- Mehmet Aurélio (2001 e 2013 - Turquia)
- Erickson Araújo - 'Eco' (1978 - Portugal)